# Katija Pevec
Katija Pevec est une actrice américaine, née le 1er mars 1988 à Honolulu.

## Filmographie

### Cinéma
- 2003 : Air Bud superstar (Air Bud : Spikes Back) de Mike Southon : Andrea Framm
- 2005 : Pyjama Party de Joe Nussbaum (en): Molly
- 2006 : Une famille 2 en 1 de Raja Gosnell : Christina Beardsley
- 2008 : L'Œil du mal de D. J. Caruso : Teenage Page

### Télévision
- 2004 : Cracking Up de Mike White : Hannah (saison 1, épisode 5 et 7)
- 2004 : Listen Up : Jillian
- 2005 : NIH : Alertes médicales : Ruby (saison 1, épisode 2)
- 2006 : FBI : Portés disparus : Kelly McMurphy (saison 4, épisode 21)
- 2009 : Three Rivers : Jenny (saison 1, épisode 2)